# Campionati europei maschili di pallacanestro Under-16
Il Campionato europeo maschile di pallacanestro Under-16, un tempo conosciuto come Campionato europeo maschile di pallacanestro Cadetti, è una competizione internazionale di pallacanestro per nazionali composte da giocatori che abbiano compiuto al massimo il sedicesimo anno di età, organizzata dalla FIBA Europe.
La prima edizione risale al 1971, e fino al 2003 ha avuto cadenza biennale. Dal 2004, viene organizzata annualmente.

## Albo d'oro
| Anno          | Nazione ospitante                               | Finale 1º/2º         | Finale 1º/2º | Finale 1º/2º  | Finale 3º/4º        | Finale 3º/4º | Finale 3º/4º   |
| Anno          | Nazione ospitante                               | Vincitore            | punteggio    | Secondo posto | Terzo posto         | punteggio    | Quarto posto   |
| ------------- | ----------------------------------------------- | -------------------- | ------------ | ------------- | ------------------- | ------------ | -------------- |
| 1971 dettagli | Italia Gorizia                                  | Jugoslavia           | 74–60        | Italia        | Unione Sovietica    | 56–55        | Spagna         |
| 1973 dettagli | Italia Angri, Summonte                          | Unione Sovietica     | 68–57        | Spagna        | Jugoslavia          | 77–74        | Italia         |
| 1975 dettagli | Grecia Atene, Salonicco                         | Unione Sovietica     | 64–61        | Grecia        | Jugoslavia          | 74–72        | Italia         |
| 1977 dettagli | Francia Le Touquet-Paris-Plage, Berck           | Turchia              | 68–66        | Jugoslavia    | Unione Sovietica    | 95–70        | Italia         |
| 1979 dettagli | Siria Damasco                                   | Jugoslavia           | 103–100      | Italia        | Spagna              | 122–82       | Germania Ovest |
| 1981 dettagli | Grecia Salonicco, Katerini                      | Unione Sovietica     | 72–57        | Italia        | Germania Ovest      | 78–64        | Finlandia      |
| 1983 dettagli | Germania Ovest Tubinga, Ludwigsburg             | Jugoslavia           | 89–86        | Spagna        | Germania Ovest      | 72–69        | Grecia         |
| 1985 dettagli | Bulgaria Ruse                                   | Jugoslavia           | 99–81        | Spagna        | Italia              | 85–81        | Germania Ovest |
| 1987 dettagli | Ungheria Székesfehérvár, Kaposvár               | Jugoslavia           | 83–77        | Italia        | Unione Sovietica    | 84–76        | Spagna         |
| 1989 dettagli | Spagna Guadalajara, Tarancón, Cuenca            | Grecia               | 81–79        | Jugoslavia    | Italia              | 63–59        | Turchia        |
| 1991 dettagli | Grecia Kastoria, Komotini, Salonicco            | Italia               | 106–91       | Grecia        | Spagna              | 87–67        | Turchia        |
| 1993 dettagli | Turchia Trebisonda, Giresun, Samsun             | Grecia               | 76–58        | Spagna        | Russia              | 72–62        | Turchia        |
| 1995 dettagli | Portogallo Setúbal, Seixal, Almada              | Croazia              | 75–62        | Spagna        | Grecia              | 73–72        | Macedonia      |
| 1997 dettagli | Belgio Pepinster, Courtrai, Quaregnon           | Jugoslavia           | 100–87       | Russia        | Israele             | 65–55        | Francia        |
| 1999 dettagli | Slovenia Polzela, Celje, Laško                  | Jugoslavia           | 59-48        | Grecia        | Turchia             | 81-63        | Francia        |
| 2001 dettagli | Lettonia Riga                                   | Jugoslavia           | 55-43        | Russia        | Spagna              | 75-74        | Lituania       |
| 2003 dettagli | Spagna Madrid                                   | Serbia e Montenegro  | 83-68        | Turchia       | Russia              | 92-70        | Spagna         |
| 2004 dettagli | Grecia Amaliada, Pyrgos                         | Francia              | 65-60        | Russia        | Turchia             | 75-69        | Lituania       |
| 2005 dettagli | Spagna León                                     | Turchia              | 61-55        | Francia       | Spagna              | 70-63        | Lituania       |
| 2006 dettagli | Spagna Linares, Andújar, Martos                 | Spagna               | 110-106      | Russia        | Serbia e Montenegro | 85-69        | Croazia        |
| 2007 dettagli | Grecia Ierapetra, Retimo, Candia                | Serbia               | 56-55        | Spagna        | Lituania            | 65-55        | Turchia        |
| 2008 dettagli | Italia Chieti                                   | Lituania             | 75-33        | Rep. Ceca     | Turchia             | 77-65        | Francia        |
| 2009 dettagli | Lituania Kaunas                                 | Spagna               | 70-64        | Lituania      | Serbia              | 75-69        | Polonia        |
| 2010 dettagli | Montenegro Antivari                             | Croazia              | 80-52        | Lituania      | Turchia             | 75-64        | Spagna         |
| 2011 dettagli | Rep. Ceca Pardubice, Hradec Králové             | Croazia              | 67-57        | Rep. Ceca     | Spagna              | 61-53        | Francia        |
| 2012 dettagli | Lituania Lettonia Panevėžys, Vilnius, Ventspils | Turchia              | 66-61        | Francia       | Serbia              | 83-69        | Italia         |
| 2013 dettagli | Ucraina Kiev                                    | Spagna               | 65-63        | Serbia        | Grecia              | 78-50        | Italia         |
| 2014 dettagli | Lettonia Riga, Ogre, Liepāja, Grobiņa           | Francia              | 78-53        | Lettonia      | Spagna              | 77-73        | Turchia        |
| 2015 dettagli | Lituania Kaunas                                 | Bosnia ed Erzegovina | 85-83        | Lituania      | Turchia             | 83-72        | Spagna         |
| 2016 dettagli | Polonia Radom                                   | Spagna               | 74-72        | Lituania      | Turchia             | 77-70        | Croazia        |
| 2017 dettagli | Montenegro Podgorica                            | Francia              | 75-68        | Montenegro    | Serbia              | 75-71        | Croazia        |
| 2018 dettagli | Serbia Novi Sad                                 | Croazia              | 71-70        | Spagna        | Turchia             | 82-59        | Francia        |
| 2019 dettagli | Italia Udine                                    | Spagna               | 70-61        | Francia       | Italia              | 73-68        | Russia         |
| 2022 dettagli | Macedonia del Nord Skopje                       | Lituania             | 77-68        | Spagna        | Francia             | 65-46        | Grecia         |
| 2023 dettagli | Macedonia del Nord Skopje                       | Spagna               | 77-68        | Italia        | Francia             | 88-62        | Lituania       |
| 2024 dettagli | Grecia Heraklion                                | Francia              | 82-70        | Spagna        | Serbia              | 74-65        | Grecia         |

## Medagliere per nazioni
| Posiz. | Nazione              | Oro | Argento | Bronzo | Totale |
| ------ | -------------------- | --- | ------- | ------ | ------ |
| 1      | Spagna               | 6   | 9       | 6      | 21     |
| 2      | Jugoslavia †         | 5   | 2       | 2      | 9      |
| 3      | Serbia               | 5   | 1       | 5      | 11     |
| 4      | Francia              | 4   | 3       | 2      | 9      |
| 5      | Croazia              | 4   | 0       | 0      | 4      |
| 6      | Turchia              | 3   | 1       | 7      | 11     |
| 7      | Unione Sovietica †   | 3   | 0       | 3      | 6      |
| 8      | Lituania             | 2   | 4       | 1      | 7      |
| 9      | Grecia               | 2   | 3       | 2      | 7      |
| 10     | Italia               | 1   | 5       | 3      | 9      |
| 11     | Bosnia ed Erzegovina | 1   | 0       | 0      | 1      |
| 12     | Russia               | 0   | 4       | 2      | 6      |
| 13     | Rep. Ceca            | 0   | 2       | 0      | 2      |
| 14     | Lettonia             | 0   | 1       | 0      | 1      |
| 14     | Montenegro           | 0   | 1       | 0      | 1      |
| 16     | Germania             | 0   | 0       | 2      | 2      |
| 17     | Israele              | 0   | 0       | 1      | 1      |

## MVP (dal 1999)
| Anno | MVP                 |
| ---- | ------------------- |
| 1999 | Aleksandar Gajić    |
| 2001 | Veljko Tomović      |
| 2003 | Nemanja Aleksandrov |
| 2004 | Vitalij Kuznecov    |
| 2005 | Antoine Diot        |
| 2006 | Ricky Rubio         |
| 2007 | Dejan Musli         |
| 2008 | Jonas Valančiūnas   |
| 2009 | Tauras Jogėla       |
| 2010 | Dario Šarić         |
| 2011 | Mario Hezonja       |
| 2012 | Okben Ulubay        |
| 2013 | Stefan Peno         |
| 2014 | Killian Tillie      |
| 2015 | Džanan Musa         |
| 2016 | Usman Garuba        |
| 2017 | Killian Hayes       |
| 2018 | Roko Prkačin        |
| 2019 | Rubén Domínguez     |
| 2022 | Mario Saint-Supery  |
| 2023 | Guillermo del Pino  |
| 2024 | Cameron Houindo     |